# Complejo de Tenis Mario Caracci Onetto
El Complejo de Tenis Mario Caracci Onetto es una instalación deportiva que forma parte del Complejo Deportivo San Carlos de Apoquindo ubicado en la comuna de Las Condes en la Región Metropolitana de Santiago (Chile). Su propietario es el Club Deportivo Universidad Católica y es sede de las actividades del equipo de tenis del CDUC. 
Está integrado al Club House UC, junto al complejo de equitación, además de ser escenario de eventos de relevancia internacional como el ATP 250 de Chile, y el WPT Chile Open 2023. Dentro de sus instalaciones se encuentra el Court Central, el cual fue bautizado con el nombre del extenista chileno Jaime Fillol en diciembre de 2023.

## Historia
Las primeras actividades de la rama de Tenis se llevaron a cabo en el Complejo Deportivo Santa Rosa de Las Condes. Contaba con 12 canchas de tenis, y se desarrollaron las ediciones del ATP 250 de Chile 1993 y 1994. Con motivo del afianzamiento y crecimiento institucional, el tenis se trasladó a la zona precordillerana de Santiago, en el Complejo Deportivo San Carlos de Apoquindo, con la inauguración del complejo en el año 1995.
Luego de la inauguración, se trasladó el Abierto de Chile al Court Central del Tenis UC, punto principal del recinto, con una capacidad cercana a los 4 000 espectadores. Además fue sede del Torneo Internacional Juniors Open de la ITF. En 1995, Jaime Fillol, inauguró el "Campeones por Chile", y el Torneo Internacional Tenis Junior UC en el recinto para fomentar el tenis.
En 2020, después de 6 años sin torneos ATP en Chile, el Court Central del complejo de tenis hospedó los encuentros del ATP 250 de Santiago. El recinto anteriormente albergó 6 ediciones entre los años 1995 y 2000, y otra en 2011. Una de las razones esgrimidas por la organización para el regreso del torneo al recinto fue que garantizaba estándares de calidad. Ese mismo año se había anunciado que el Complejo recibiría las competiciones del tenis en los Juegos Panamericanos de 2023, pero finalmente se optó por el remodelado Court Central Anita Lizana.
En marzo de 2023, el complejo de tenis formó parte del torneo WPT Chile Open 2023 correspondiente a la undécima edición de World Padel Tour. En su paso por Argentina, Chile y Paraguay, el CEO del World Padel Tour comentó que las instalaciones de Católica eran de las mejores en Latinoamérica.

## Remodelaciones

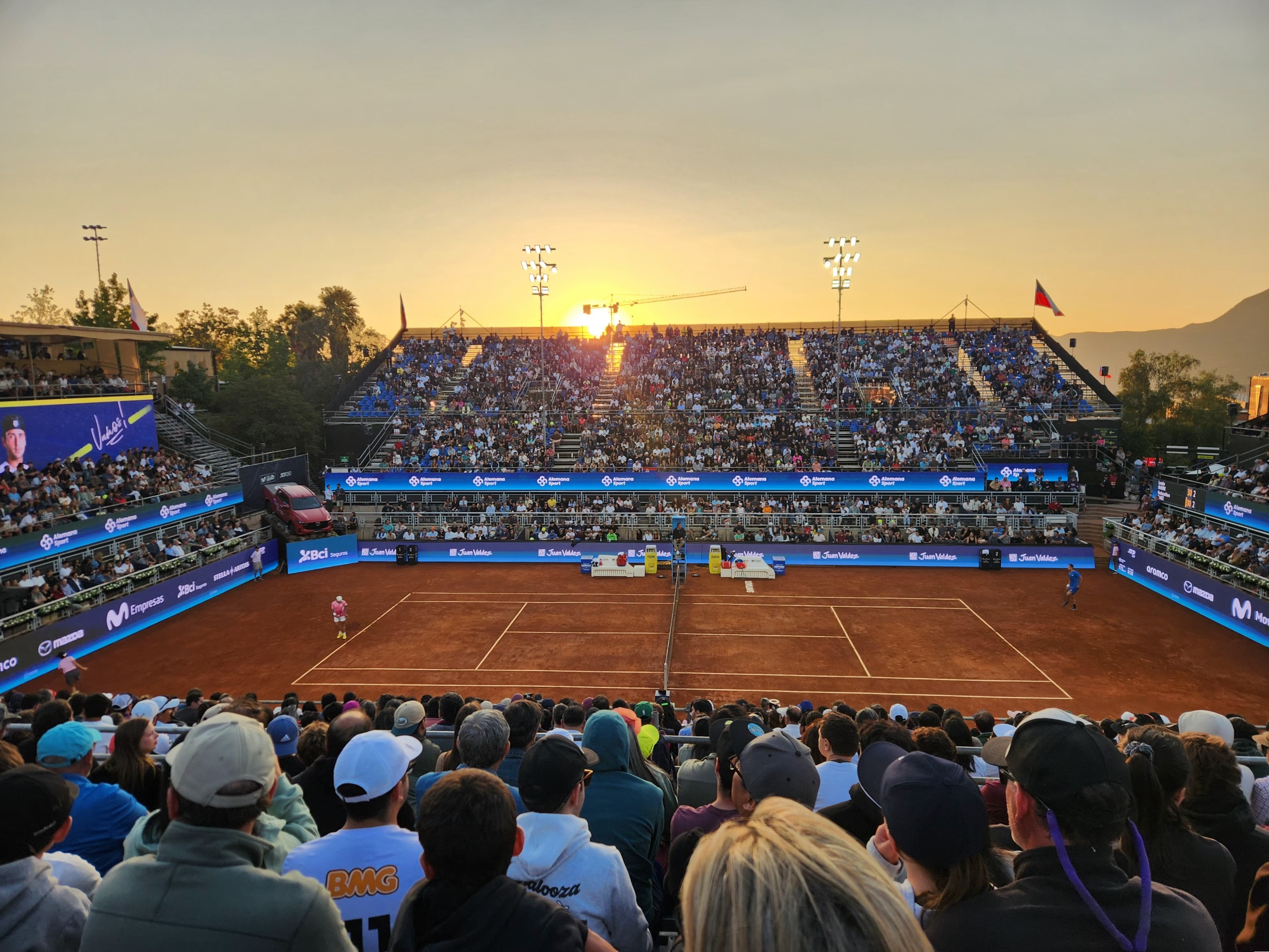
Imagen de la final del Chile Open 2025.

Debido a la realización del ATP 250 de Santiago, el complejo ha sufrido diversas mejoras pasajeras. Desde su regresó al complejo en 2020, con el fin de tener mayor capacidad de espectadores, se añadieron tribunas provisorias que aumentó la capacidad a 3 500, llegando a los años posteriores a una capacidad de 5 000.La capacidad máxima del estadio de tenis ha sido de 6 000 espectadores en el evento WPT Chile Open 2023.
Para el Abierto de Chile 2023, el recinto se cerró para la reparación de la cancha. Fue llevada a cabo por las empresas SACS y KINSA. La primera organiza el ATP 250 Chile Open, y la segunda formó parte en la remodelación del Court Central Anita Lizana para los Panamericanos 2023. Con la remodelación se instaló paneles LED en la cancha principal, además de áreas comerciales, village y butacas en 2 canchas de entrenamiento, para la mejor distribución de partidos.

## Instalaciones

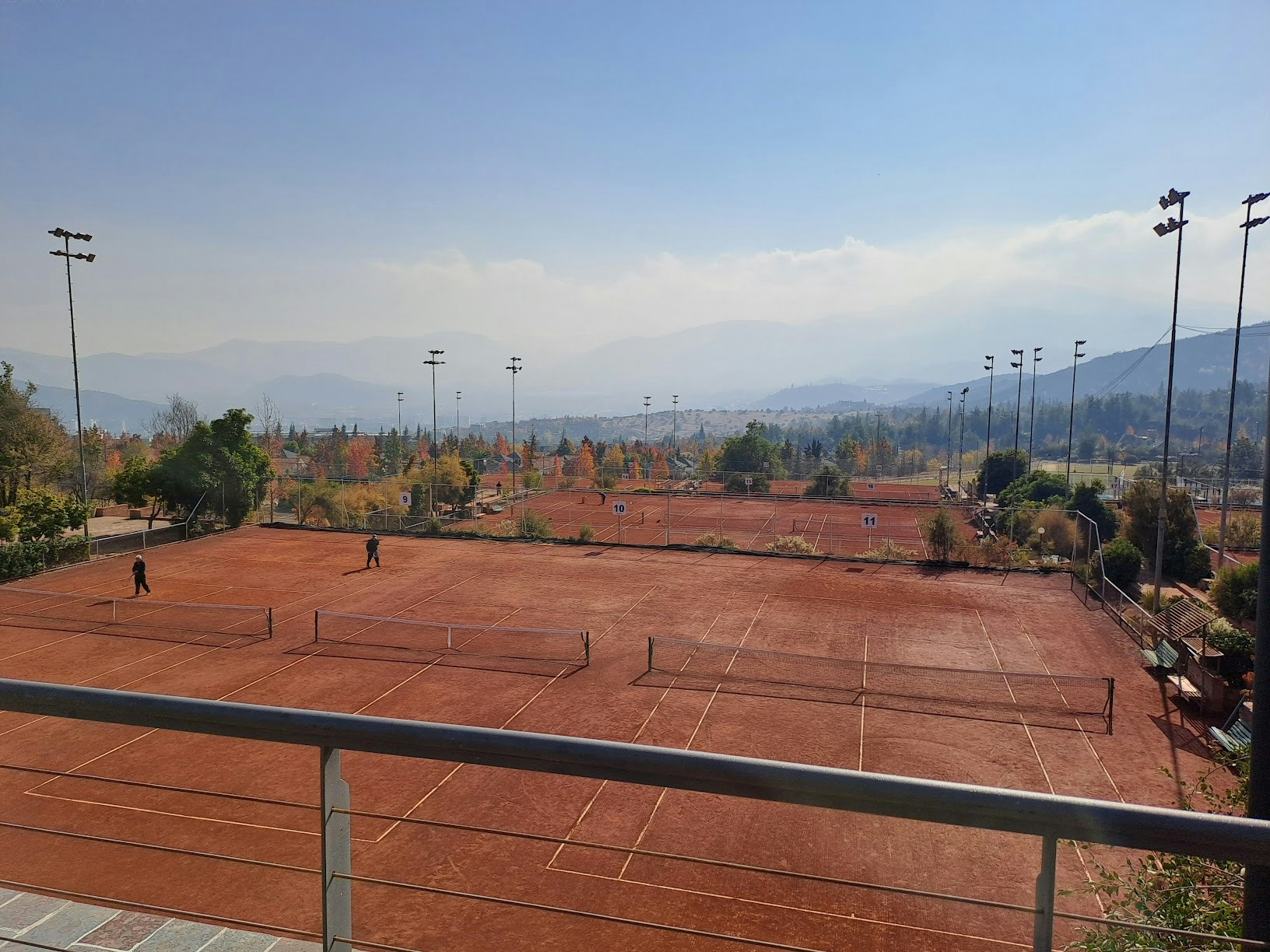
Imagen parcial del Complejo de tenis.

El área deportiva comprende:
- 27 canchas de entrenamiento
  - 23 canchas de arcilla
  - 4 canchas de asfalto
- Court Central "Jaime Fillol"
  - Capacidad 4 000 espectadores.[32]
  - Cancha arcilla.

## Eventos musicales
En el contexto del ATP 250 de Chile, comenzaron a desarrollarse jornadas musicales como complemento a los encuentros deportivos.
| Década    | Artistas                                                   |
| --------- | ---------------------------------------------------------- |
| Años 2020 | Francisca Valenzuela, Pablito Pesadilla; Nicole, Los Tres. |